# Узынколь (озеро, Коржинкольский сельский округ)
Узынколь (каз. Ұзынкөл) — озеро в Фёдоровском районе Костанайской области Казахстана. Находится в 22 км к югу от посёлка Костычевка.
По данным топографической съёмки 1944 года, площадь поверхности озера составляет 1,85 км². Наибольшая длина озера — 2,1 км, наибольшая ширина — 1,1 км. Длина береговой линии составляет 5,7 км, развитие береговой линии — 1,17. Озеро расположено на высоте 204,7 м над уровнем моря.